# Ottar Gjermundshaug
Ottar Gjermundshaug (ur. 23 stycznia 1925 w Alvdal, zm. 10 kwietnia 1963 tamże) – norweski dwuboista klasyczny i biegacz narciarski, srebrny medalista mistrzostw świata w kombinacji.

## Kariera
Gjermundshaug uczestniczył w zawodach w latach 40. i na początku lat 50. XX wieku. Największy sukces osiągnął podczas Mistrzostw Świata w Lake Placid w 1950 roku, gdzie zdobył srebrny medal w kombinacji. Wyprzedził go tam tylko Fin Heikki Hasu, a trzecie miejsce przypadło rodakowi Gjermundshauga, Simonowi Slåttvikowi, którego Ottar wyprzedził o zaledwie 0,2 punktu. Na tych samych mistrzostwach wystartował w biegu na 50 km techniką klasyczną, ale rywalizacji nie ukończył.
Dwa lata później, na Igrzyskach Olimpijskich w Oslo zajął 17. miejsce w biegu na 18 km stylem klasycznym. W kombinacji uzyskał piąty wynik na trasie biegu oraz szósty w konkursie skoków, co dało mu ostatecznie szóstą pozycję. Ponadto Gjermundshaug był mistrzem Norwegii w kombinacji w latach 1946 i 1950, a w 1949 roku zwyciężył w biegu na 18 km.

## Osiągnięcia w kombinacji

### Igrzyska olimpijskie
| Miejsce | Dzień     | Rok  | Miejscowość | Konkurencja              | Wynik zwycięzcy | Strata      | Zwycięzca      |
| ------- | --------- | ---- | ----------- | ------------------------ | --------------- | ----------- | -------------- |
| 6.      | 18 lutego | 1952 | Oslo        | Indywidualnie K-72/18 km | 451,621 pkt     | -15,500 pkt | Simon Slåttvik |

### Mistrzostwa świata
| Miejsce | Dzień    | Rok  | Miejscowość | Konkurencja         | Wynik zwycięzcy | Strata   | Zwycięzca   |
| ------- | -------- | ---- | ----------- | ------------------- | --------------- | -------- | ----------- |
| 2.      | 3 lutego | 1950 | Lake Placid | Duża skocznia/18 km | 455,2 pkt       | -3,2 pkt | Heikki Hasu |

## Osiągnięcia w biegach

### Igrzyska olimpijskie
| Miejsce | Dzień     | Rok  | Miejscowość | Konkurencja             | Wynik zwycięzcy | Strata | Zwycięzca        |
| ------- | --------- | ---- | ----------- | ----------------------- | --------------- | ------ | ---------------- |
| 17.     | 18 lutego | 1952 | Oslo        | 18 km stylem klasycznym | 1:01:34         | +4:39  | Hallgeir Brenden |

### Mistrzostwa świata
| Miejsce | Dzień    | Rok  | Miejscowość | Konkurencja             | Wynik zwycięzcy | Strata | Zwycięzca       |
| ------- | -------- | ---- | ----------- | ----------------------- | --------------- | ------ | --------------- |
| DNF     | 3 lutego | 1950 | Lake Placid | 50 km stylem klasycznym | 2:59:05         | -      | Gunnar Eriksson |